# Clannaborough
Clannaborough is een civil parish in het bestuurlijke gebied Mid Devon, in het Engelse graafschap Devon. In 2001 telde het civil parish 57 inwoners. Clannaborough komt in het Domesday Book (1086) voor als 'Cloenesberg(a)'.